# Tam Ngu Hao 2
Tam Ngu Hao 2 (Grotta del Cobra o Cobra cave in inglese) è un sito archeologico preistorico che si trova sulla catena Annamita nel nord del Laos, dove è stato trovato un reperto fossile, un molare, attribuito al genere Homo di Denisova. 

## Localizzazione
La torre carsica in cui si è formata la grotta è posizionata sul versante sud-orientale del monte P'ou Loi, con un ingresso situato a 34  m sopra la pianura alluvionale. Il sito è stato scoperto durante un sopralluogo nell'area attorno alla Grotta di Tam Pa Ling, dove erano stati precedentemente rinvenuti fossili di antichi ominidi, tra i quli uno di un Homo sapiens vissuto circa 70.000 anni fa.

## Ritrovamenti
Nella grotta è stato trovato un reperto fossile, THN2-1 un molare attribuito al genere Homo di Denisova. L'analisi del dente ha rilevato che questo apparteneva ad una giovane donna, vissuta tra 164.000 e 131.000 anni fa.
Il sito ha dato alla luce anche molti fossili animali, repertati dal TNH2-2 al TNH2-208, attribuiti a grandi erbivori, come ad esempio lo Stegodon, un mammifero proboscidato estinto, affine agli elefantidi.